# Астраканта каракалинская
Астраканта каракалинская (лат. Astracantha karakalensis) — вид двудольных растений рода Астраканта (Astracantha) семейства Бобовые (Fabaceae). Под текущим таксономическим названием описан немецким ботаником Дитером Подлехом в 1983 году.
В литературе нередко употребляется устаревшее название-базионим — Astragalus karakalensis Freyn & Sint..

## Распространение, описание
Эндемик Туркменистана, распространённый в окрестностях городов Ашхабад и Туркменбашы.
Травянистое растение с очерёдным листорасположением. Листья сложные. Цветки пятилепестковые, с зигоморфным околоцветником. Плод — боб.